# Claudio Cordero
Claudio Cordero (c. 1979) es un músico chileno, conocido por su participación como guitarrista en las bandas Matraz y Cast, y por su trabajo como solista.

## Biografía
Aprende a tocar guitarra a los 13 años, motivado por su interés en el rock y metal. Posteriormente, en el año 1996 y con 17 años, ingresa a estudiar la carrera de Intérprete Instrumental en Guitarra Eléctrica en el Instituto Profesional Escuela de Música, de la cual se titula en el año 2002.
En el año 1998 se integra a la banda Matraz, con la cual publica dos álbumes de estudio: Tiempo en el año 1998, y Gritaré en el año 2004. En el festival Baja Prog de 2004, en donde participó la banda, Cordero conoce a Alfonso Vidales, líder de la banda Cast, con el que posteriormente conversaría para que Cordero se integre a la agrupación mexicana, coincidiendo con el receso de Matraz.
En 2005 destaca su participación en la producción patrocinada por la marca de instrumentos musicales japonesa Ibanez llamada Ibanez Army, la cual reunió a nueve destacados guitarristas del medio chileno entre los cuales el mismo Claudio Cordero, Alejandro Silva, Gabriel Hidalgo y Angelo Pierattini. En este disco toca en dos temas: Ki-dul junto a Gabriel Hidalgo e Psychoswing solo.
En el año 2007 es invitado a colaborar en el álbum Freak of Chance de la banda Oxygene8, proyecto de la stickista Linda Cushma. Participa en la gira de la banda, y en el siguiente álbum de la banda Loop1, de 2012.
En el año 2009 es invitado por Alejandro Silva para ser guitarrista en el Power Cuarteto.
En el año 2016, Claudio Cordero deja la banda Matraz debido a diferencias musicales. Durante el receso, Cordero se había integrado a la banda Cast, además contaba con una discografía solista y había conformado el Claudio Cordero Band, trayectoria que lo había acercado al metal progresivo, distanciándolo de lo que tenían en mente los otros integrantes, y que se puede apreciar en los siguientes lanzamientos de Matraz.
Luego de la invitación de Guthrie Govan para el festival GuitarWar de 2019, Cordero forma la banda Plasma junto a Atilio Sánchez, Felipe Leyton y Elías Martínez, realizando una gira en varias ciudades de México, y también presentándose en el show de apertura de Caligula's Horse en Chile, del mismo año.

## Discografía

### Con Matraz
- Tiempo (1999)
- Gritaré (2004)

### Ibanez Army
- El Álbum (2005)

### Con Cast
- Com.Union (2006)
- Originallis (2007)
- CastArt (2012)
- Arsis (2014)
- Cast Vida (2015)
- Power and Outcome (2017)
- Vigesimus (2021)

### Con Claudio Cordero Band
- Enlace (2007)
- DesEnlace (DVD) (2011)

### Con Oxygene8
- Freak of Chance (2006)
- Loop1 (2012)